# NDR 1
NDR 1 est un réseau allemand de quatre radios de la Norddeutscher Rundfunk créé en 1981 qui comprend les stations suivantes : 
- NDR 1 Niedersachsen, radio diffusant dans l'état de la Basse-Saxe à partir du centre de radiodiffusion d'État de Kiel.
- NDR 1 Welle Nord, radio diffusant dans l'état Slesvig-Holsace à partir du centre de radiodiffusion d'État de Hanovre.
- NDR 1 Radio MV : radio diffusant dans l'état de Mecklembourg-Poméranie-Occidentale à partir du centre de radiodiffusion d'État de Schwerin.
- NDR 90,3 fait également partie du réseau en diffusant sur la ville de Hambourg.